# Birmingham Town Hall
Birmingham Town Hall is een concertzaal aan Victoria Square in Birmingham, Engeland. Het dient niet te worden verward met het gemeentehuis van Birmingham, de Council House.
Het werd gebouwd in 1832-1834 naar een ontwerp van Joseph Hansom. Het is een beschermd bouwwerk (Grade I).
Tussen 2002 and 2008 werd het gebouw grondig gerenoveerd.

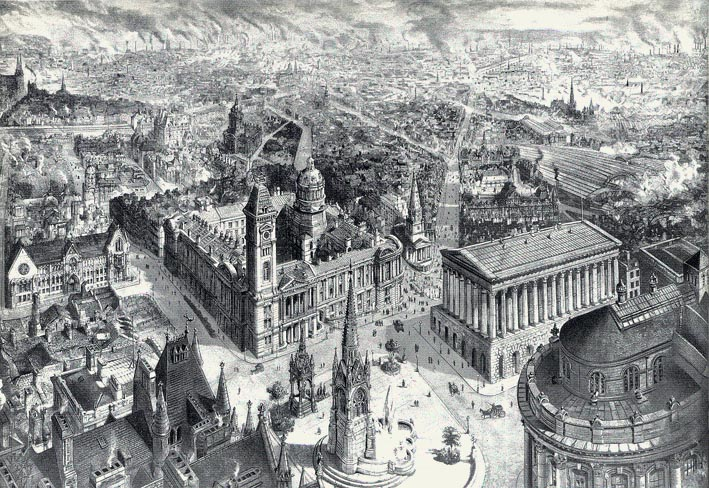
Tekening uit 1886
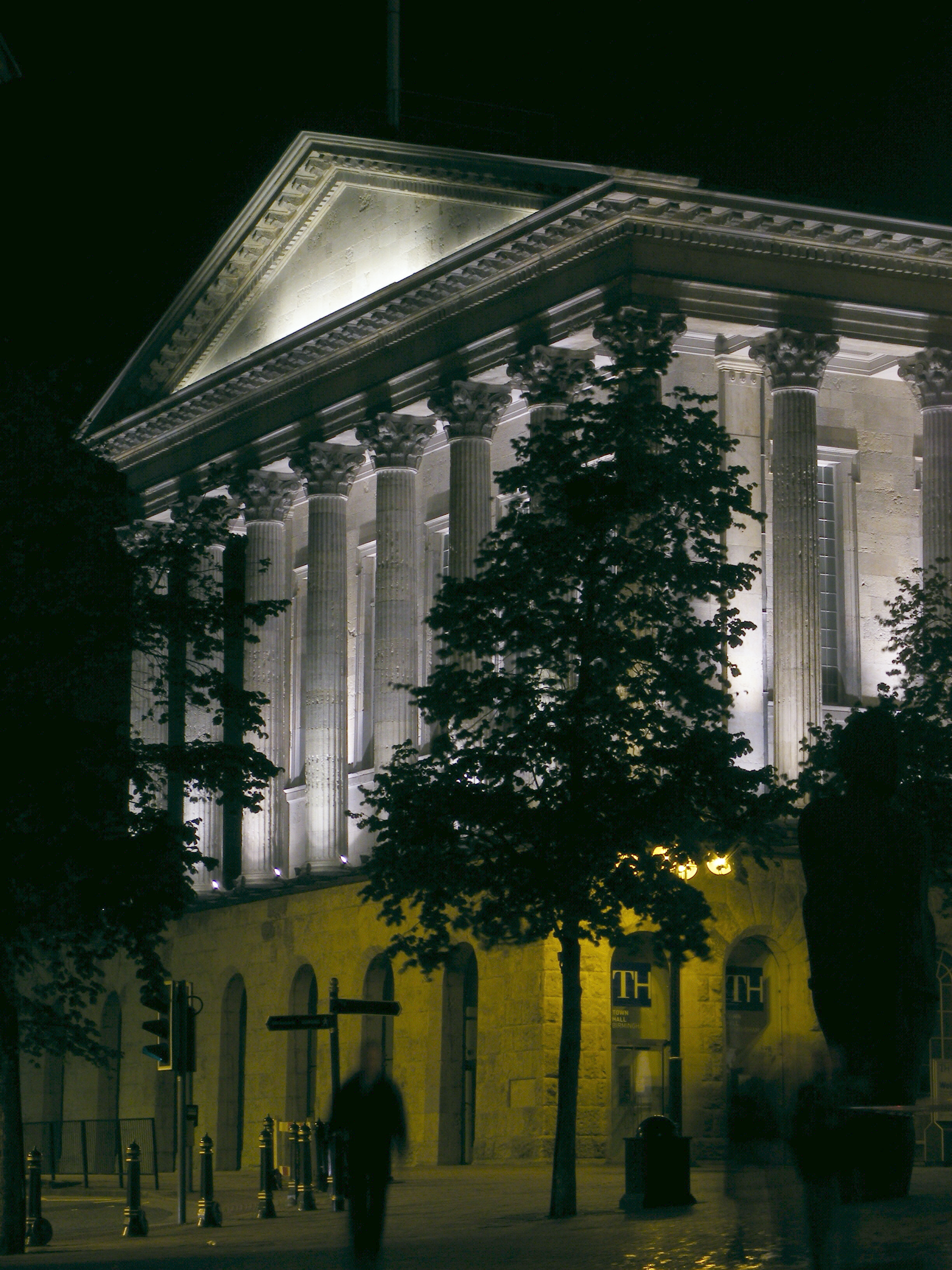
's nachts